# Campeonato Asiático de Atletismo de 2019 - 1500 m masculino
A prova dos 1500 metros masculino do Campeonato Asiático de Atletismo de 2019 foi disputada entre os dias 23 e 24 de abril de 2019 no Estádio Internacional Khalifa em Doha, no Catar. 

## Recordes
Antes desta competição, os recordes mundiais e do campeonato nesta prova eram os seguintes:
|                       | Nome               | Nacionalidade | Tempo     | Local  | Data                |
| --------------------- | ------------------ | ------------- | --------- | ------ | ------------------- |
| Recorde mundial       | Hicham El Guerrouj | Marrocos      | 3m 26s 00 | Roma   | 14 de julho de 1998 |
| Recorde do campeonato | Kim Soon-Hyung     | Coreia do Sul | 3m 38s 60 | Manila | 1993                |
| Recorde asiático      | Rashid Ramzi       | Bahrein       | 3m 29s 14 | Roma   | 14 de julho de 2006 |

## Medalhistas
| Ouro                          | Prata                  | Bronze                |
| Abubaker Haydar Abdalla (BHR) | Ajay Kumar Saroj (IND) | Adam Ali Mousab (QAT) |

## Cronograma
Todos os horários são locais (UTC+3)
| Data        | Hora  | Evento  |
| ----------- | ----- | ------- |
| 23 de abril | 19:15 | Bateria |
| 24 de abril | 18:24 | Final   |

## Resultados

### Bateria
Qualificação: 4 atletas de cada bateria  (Q) mais os  4 melhores qualificados (q). 
| Posição | Bateria | Atleta                     | Nacionalidade | Tempo   | Notas                |
| ------- | ------- | -------------------------- | ------------- | ------- | -------------------- |
| 1       | 2       | Mohamed Ayoub Tiouali      | Bahrein       | 3:49.14 | Q                    |
| 2       | 2       | Ajay Kumar Saroj           | Índia         | 3:49.20 | Q                    |
| 3       | 2       | Muhand Khamis Saifeldin    | Catar         | 3:49.24 | Q                    |
| 4       | 2       | Musulman Dzholomanov       | Quirguistão   | 3:49.29 | Q,                   |
| 5       | 2       | Ryoji Tatezawa             | Japão         | 3:49.31 | q                    |
| 6       | 2       | Amir Moradi                | Irão          | 3:49.43 | q,                   |
| 7       | 2       | Adam Ali Mousab            | Catar         | 3:49.57 | q                    |
| 8       | 2       | Awwad Al-Sharafa           | Jordânia      | 3:52.94 | q,                   |
| 9       | 2       | Luo Yuxi                   | China         | 3:52.94 | Recorde da temporada |
| 10      | 2       | Yothin Yaprajan            | Tailândia     | 3:55.49 |                      |
| 11      | 1       | Abraham Kipchirchir Rotich | Bahrein       | 3:55.61 | Q                    |
| 12      | 1       | Moslem Niadoost            | Irão          | 3:55.93 | Q                    |
| 13      | 1       | Kazuyoshi Tamogami         | Japão         | 3:55.95 | Q                    |
| 14      | 1       | Hemantha Kumara            | Sri Lanka     | 3:56.69 | Q                    |
| 15      | 1       | Hamza Driouch              | Catar         | 3:57.13 | Recorde da temporada |
| 16      | 1       | Pei Haitao                 | China         | 3:57.31 |                      |
| 17      | 1       | Jang Ho-june               | Coreia do Sul | 3:57.48 |                      |
| 18      | 1       | Mikhail Soloshenko         | Quirguistão   | 3:59.46 | Recorde da temporada |
| 19      | 1       | Husain Kamal               | Kuwait        | 3:59.81 | Recorde da temporada |
| 20      | 1       | Mohammed Al-Suleimani      | Omã           | 4:01.70 | Recorde da temporada |
| 21      | 2       | Hussain Riza               | Maldivas      | 4:06.26 | Recorde da temporada |
| 22      | 1       | Dechen Ugyen               | Butão         | 4:14.95 |                      |
| 23      | 1       | Manuel Belo Amaral Ataide  | Timor-Leste   | 4:18.34 | Recorde da temporada |
| 24      | 1       | Hashed Al-Gobani           | Iêmen         | 4:28.42 |                      |
| 25      | 2       | Ebrahim Al-Zofairi         | Kuwait        | DNF     |                      |
| 26      | 1       | Sharif El-Atawneh          | Jordânia      | DNS     |                      |
| 26      | 1       | Jinson Johnson             | Índia         | DNS     |                      |
| 26      | 2       | Wasim Abuthib              | Palestina     | DNS     |                      |
| 26      | 2       | Mohammed Shani             | Iêmen         | DNS     |                      |

### Final
| Posição           | Atleta                     | Nacionalidade | Tempo   | Notas                |
| ----------------- | -------------------------- | ------------- | ------- | -------------------- |
| Medalha de ouro   | Abraham Kipchirchir Rotich | Bahrein       | 3:42.85 | Recorde da temporada |
| Medalha de prata  | Ajay Kumar Saroj           | Índia         | 3:43.18 | Recorde da temporada |
| Medalha de bronze | Adam Ali Mousab            | Catar         | 3:43.18 | Recorde da temporada |
| 4                 | Mohamed Ayoub Tiouali      | Bahrein       | 3:44.07 | Recorde da temporada |
| 5                 | Ryoji Tatezawa             | Japão         | 3:44.70 |                      |
| 6                 | Amir Moradi                | Irão          | 3:44.75 | Recorde da temporada |
| 7                 | Kazuyoshi Tamogami         | Japão         | 3:45.15 |                      |
| 8                 | Muhand Khamis Saifeldin    | Catar         | 3:45.61 |                      |
| 9                 | Moslem Niadoost            | Irão          | 3:46.25 |                      |
| 10                | Musulman Dzholomanov       | Quirguistão   | 3:46.80 | Recorde pessoal      |
| 11                | Hemantha Kumara            | Sri Lanka     | 3:49.28 |                      |
| 12                | Awwad Al-Sharafa           | Jordânia      | 3:49.72 | Recorde da temporada |

Legenda
| Recorde mundial       | Recorde mundial (World record)               |                       | Recorde africano                      | Recorde africano (African) |                                           | Q | Classificado por posição (Qualified) |
| Recorde do campeonato | Recorde do campeonato (Championship record)  | Recorde da América    | Recorde da América (Americas)         | q                          | Classificado por melhor tempo (Qualified) |   |                                      |
| Melhor marca do ano   | Melhor marca do ano (World leading)          | Recorde asiático      | Recorde asiático (Asian)              | DNS                        | Não largou (Did not start)                |   |                                      |
| Recorde nacional      | Recorde nacional (National record)           | Recorde europeu       | Recorde europeu (European)            | DNF                        | Não terminou (Did not finish)             |   |                                      |
| Recorde pessoal       | Recorde pessoal do atleta (Personal best)    | Recorde da Oceania    | Recorde da Oceania (Oceania)          | DSQ / DQ                   | Desclassificado (Disqualified)            |   |                                      |
| Recorde da temporada  | Recorde da temporada do atleta (Season best) | Recorde sul-americano | Recorde sul-americano (South America) | NM                         | Sem marca (No mark)                       |   |                                      |